# علم الرئاسة في أوكرانيا
العلم الرئاسي (القياسي) لرئيس أوكرانيا ( (بالأوكرانية: Прапор (штандарт) Президента України)‏ ) هو العلم الرسمي الرئاسي لرئيس أوكرانيا .

## تاريخه
تم تأكيد العلم الرئاسي لأوكرانيا بموجب مرسوم صادر عن رئيس أوكرانيا اعتبارًا من 29 نوفمبر 1999  واستخدم خلال حفل الافتتاح. رئيس المحكمة الدستورية لأوكرانيا هو الذي يعرضها على الرئيس. عند إلقاء خطاب تنصيبه ، يشغل الرئيس مقعدًا خاصًا في قاعة الجلسات في البرلمان الأوكراني بجوار لون الرئيس.

## التصميم
يمثل لون الرئيس قطعة قماش زرقاء مربعة تحمل في الوسط رمح ثلاثي الشعب (علامة ولاية الأمير فولوديمير العظيم )، مزينة بزخرفة نباتية ذهبية.  تم تطريز القماش الحريري ذو الوجهين باستخدام تقنيات الكمبيوتر. يحمل جانب واحد من لون الرئيس أكثر من مليون غرزة من الذهب الخالص وخيوط الذهب الأصفر. حجم ترايدنت المطرزة يرجع إلى البطانة الخاصة. وأعلام الملكة البريطانية والرؤساء الأمريكيين والفرنسيين مصنوعة باستخدام نفس التكنولوجيا.  

## الروابط الخارجية
- أوكرانيا - العلم الرئاسي على أعلام العالم
- الموقع الرسمي لرئيس أوكرانيا